# Barbary Coast
Barbary Coast is een Amerikaanse dramafilm uit 1935 onder regie van Howard Hawks. De film werd destijds in Nederland uitgebracht onder de titel De stad zonder wet.

## Verhaal
Tijdens de goldrush verhuist Mary Rutledge naar Californië om met haar verloofde te trouwen. Als ze daar ontdekt dat hij is vermoord, gaat ze werken in een club. Dan wordt ze verliefd op Jim Carmichael.

## Rolverdeling
| Acteur             | Personage        |
| ------------------ | ---------------- |
| Miriam Hopkins     | Mary Rutledge    |
| Edward G. Robinson | Louis Chamalis   |
| Joel McCrea        | Jim Carmichael   |
| Walter Brennan     | Old Atrocity     |
| Frank Craven       | Cobb             |
| Brian Donlevy      | Knuckles Jacoby  |
| Harry Carey        | Jed Slocum       |
| Donald Meek        | Sawbuck McTavish |
| Roger Gray         | Ferguson         |
| Rollo Lloyd        | Wigham           |